# Cryptographis oeditornalis
Cryptographis oeditornalis là một loài bướm đêm trong họ Crambidae.